# بريتين دالتون
بريتين دالتون (بالإنجليزية: Britain Dalton)‏ هو ممثل أمريكي بدأ مسيرته الفنية سنة 2005.

## الأعمال

### أفلام
- ريدي بلاير وان (2018)

### مسلسلات
- عقول إجرامية (2015) (بدور: بيلي هوكينز)

### ألعاب فيديو
- أنشارتد 4: نهاية لص (2016)

## روابط خارجية
- بريتين دالتون على موقع IMDb (الإنجليزية)
- بريتين دالتون على موقع قاعدة بيانات الفيلم (الإنجليزية)